# Nan (Thailandia)
Nan (in thailandese น่าน) è una città minore (thesaban mueang) della Thailandia. Il territorio comunale occupa una parte del Distretto di Mueang Nan, che è capoluogo della Provincia di Nan, nel gruppo regionale della Thailandia del Nord. In città hanno sede il governo provinciale e distrettuale. È situata 688 km a nord di Bangkok.

## Storia
Secondo le leggende locali, durante il suo viaggio nel Sud-est asiatico, il Buddha transitò nel territorio di Nan e vi lasciò un capello, che fu custodito nel chedi Phra That Chae Haeng, costruito in suo onore.
Secondo le Cronache di Nan, la città fu fondata nel 1366 da Pra Kǫng qualche anno dopo l'inaugurazione del Wat Phra That Chae Haeng, il tempio costruito dal sovrano della vicina Pua attorno all'omonimo chedi, che fu inglobato nel territorio di Nan. Nel 1373, re Fa Ngum, fondatore del vicino Regno di Lan Xang, fu destituito e mandato in esilio a Nan, dove morì qualche anno dopo. Un principe di Chaliang, che a quel tempo faceva parte del Regno di Sukhothai, invase la città nel 1397 e si autoproclamò re con il nome Chao Hung.

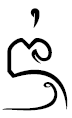
Nan nell'alfabeto Lanna

Nel 1448 il Regno di Nan divenne tributario del Regno Lanna, il cui re nominò i sovrani successivi di Nan assegnando il titolo chao o tao. Dopo aver invaso Lan Xang e averne occupato la capitale Mueang Sua, nel 1478 truppe Dai Viet proseguirono verso Lanna e attaccarono Nan, dove furono sconfitte e subirono grandi perdite.
Con l'invasione di Lanna da parte delle truppe di re Bayinnaung della dinastia di Toungoo, nel 1560 anche Nan divenne tributario dei birmani. La supremazia birmana fu contrastata attorno al 1600, quando il nobile Chao Cetabut Phumin divenne sovrano di Nan con l'aiuto laotiano e tentò invano di impadronirsi di Chiang Mai, ma fu catturato e ucciso dai birmani nel 1603. Un nuovo attacco laotiano a Nan fu respinto nel 1613. I nobili di Chiang Mai si ribellarono ai birmani nel 1616 e scelsero come re Chao Si Song Mueang, il sovrano di Nan, che accettò lasciando il trono al fratello. Regnò nella capitale Lanna per 17 anni, fino a quando i birmani rioccuparono la città e lo giustiziarono. Il fratello Chao Un Mueang fu costretto a lasciare Nan e la riprese, ma fuggì a Lan Xang quando i birmani se ne impadronirono definitivamente nel 1624. Molti degli abitanti furono uccisi o deportati.
Nel 1662 le truppe di re Narai di Ayutthaya invasero il nord e si impadronirono delle principali città, comprese Chiang Mai e Nan, ma si ritirarono due anni dopo quando la capitale Lanna si ribellò. La rivolta di Nan del 1674 fu repressa brutalmente dai birmani, la corte e la sangha fuggirono a Lan Xang, gli abitanti si rifugiarono sulle montagne e i birmani rasero al suolo la città, compresi i templi e le mura.

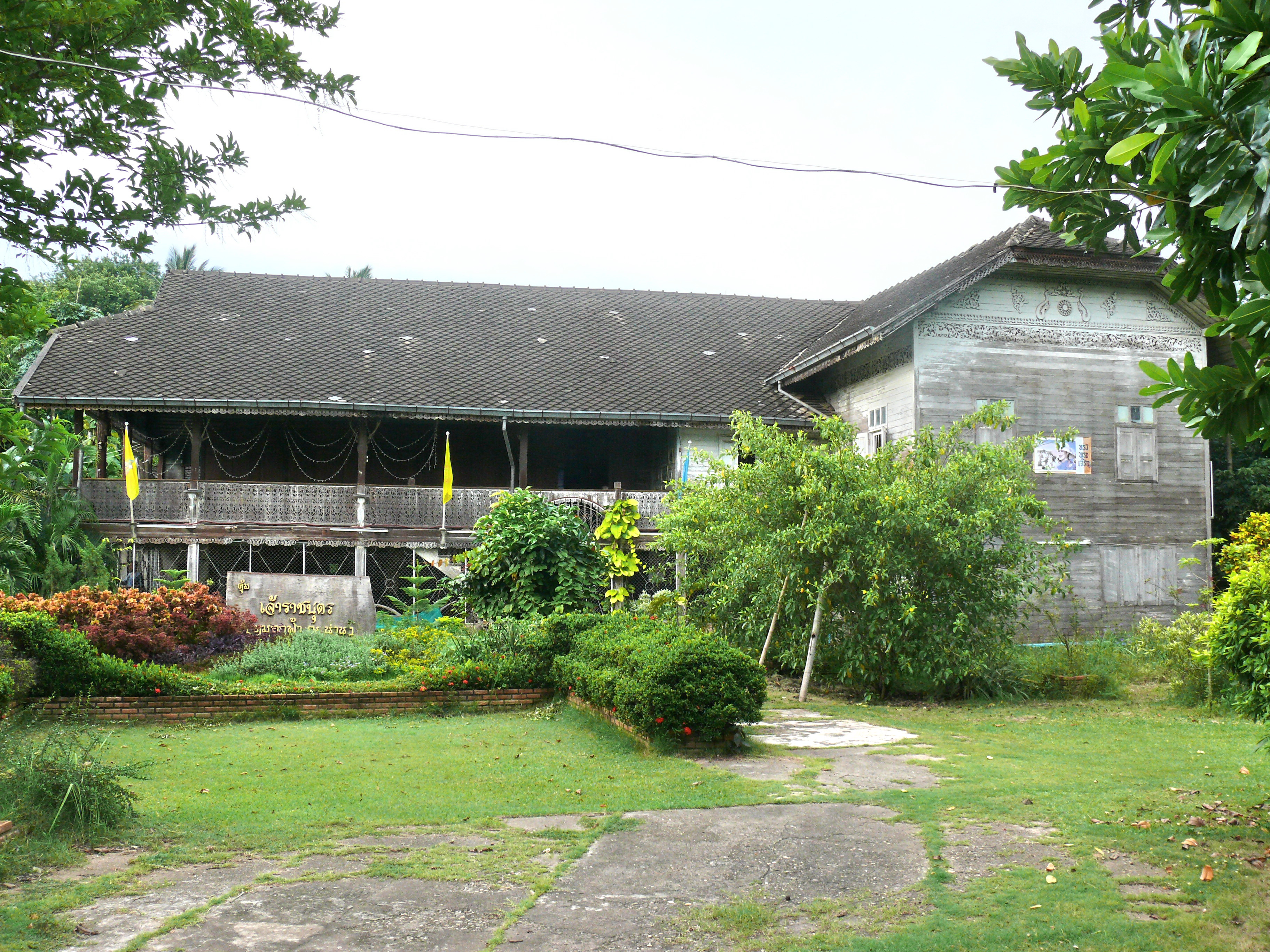
Palazzo in tek del re di Nan

I successivi attacchi laotiani e le ribellioni interne di Nan furono neutralizzate dai birmani, che mantennero il controllo del piccolo regno e nel 1767 posero fine al Regno di Ayutthaya dei siamesi. Questi si riorganizzarono attorno a Taksin, sovrano del nuovo Regno di Thonburi, che nel giro di pochi anni ricostituì lo Stato siamese smembrato dai birmani e ne ampliò i confini. In quel periodo i birmani furono coinvolti in diverse campagne molto dispendiose contro siamesi, cinesi, laotiani e per domare le rivolte in territorio Lanna, i cui abitanti vennero spogliati di ogni avere dai birmani. Il malcontento dei locali fu tale che appoggiarono le campagne di Taksin nel territorio di Lanna; Chiang Mai si arrese nel 1775 e quello stesso anno i siamesi nominarono il nuovo governatore di Nan.
I birmani non intendevano perdere Lanna e negli anni successivi attaccarono le mueang perdute nella regione dalla loro roccaforte di Chiang Saen, non lontana da Nan; la stessa Nan e molte città della regione furono abbandonate dagli abitanti. Il conflitto più significativo fu la guerra dei nove eserciti, tante furono le armate birmane impiegate per cercare di distruggere Bangkok, la capitale del Siam rifondato dal 1782 nel nuovo Regno di Rattanakosin della dinastia Chakri. La guerra ebbe inizio nel 1785 e i birmani conquistarono temporaneamente il sud e il nord del Paese, compresa Nan, ma furono definitivamente sconfitti l'anno successivo e dovettero abbandonare anche Chiang Saen.
Il Regno di Nan rimase per molti decenni tributario di Bangkok conservando la sovranità. Alcuni dei suoi territori furono ceduti all'Indocina francese dopo che i colonizzatori europei sconfissero il Siam nella guerra franco-siamese del 1893. Alla morte dell'ultimo re di Nan, nel 1931, il regno fu annesso al Siam.

## Luoghi d'interesse

### Wat Phunim
Ha preziosi porte intagliate, arte tipica del nord del Paese, e pittura parietali che descrivono la storia del piccolo Regno di Nan.

### Wat Phra That Chae Haeng
Il tempio fu costruito nel XIV secolo, qualche anno prima della fondazione di Nan, ed è il wat più sacro della provincia. Sorge su una collina che domina la valle del Nan e la città. L'ubosot presenta caratteristiche tipiche dell'architettura dei tai lü della vicina Chiang Hung, come il tetto a tre piani e le porte finemente decorate. L'alto chedi dorato è tipico dello stile Lanna.

## Galleria d'immagini

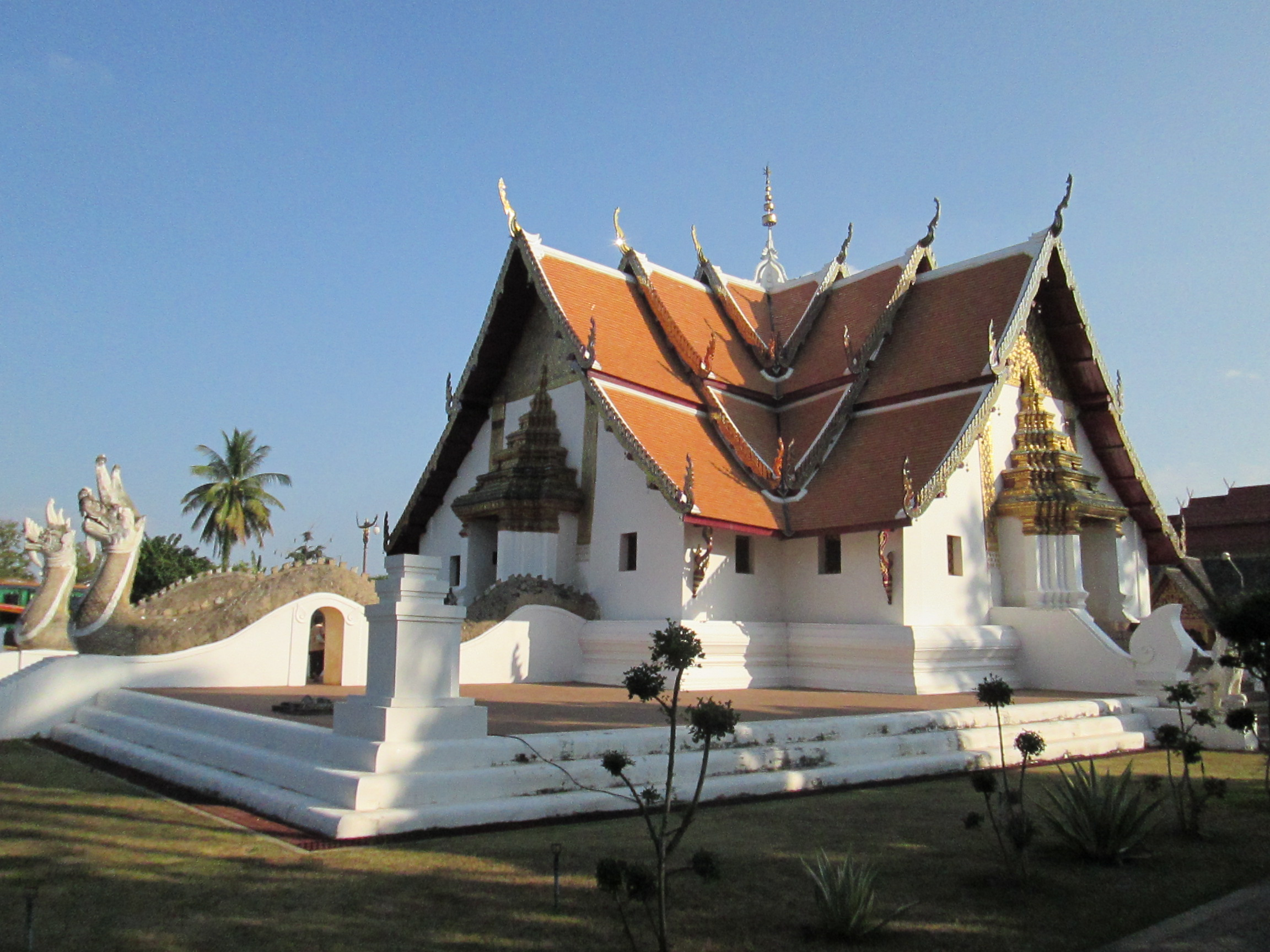
Wat Phunim
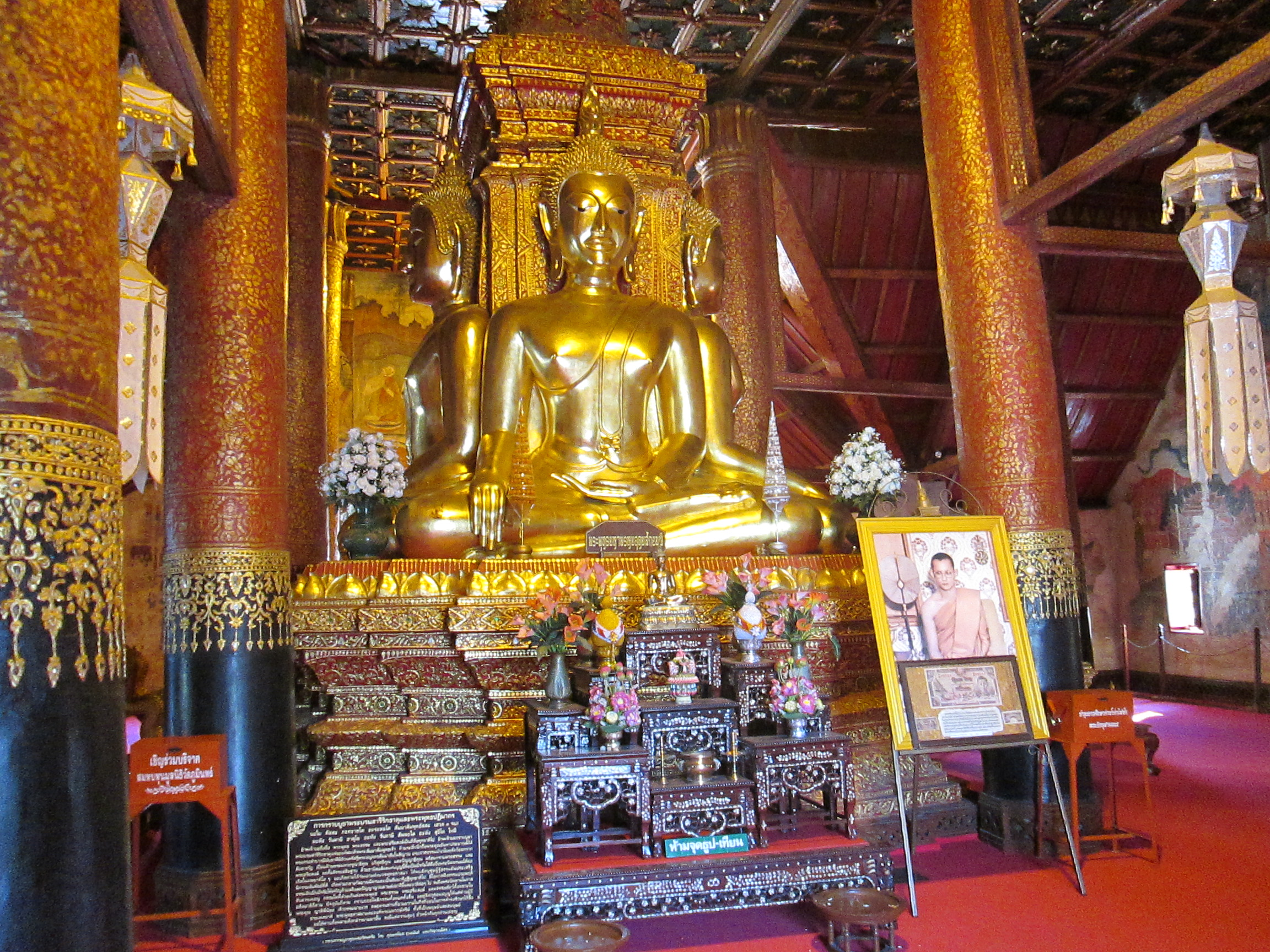
Wat Phunim
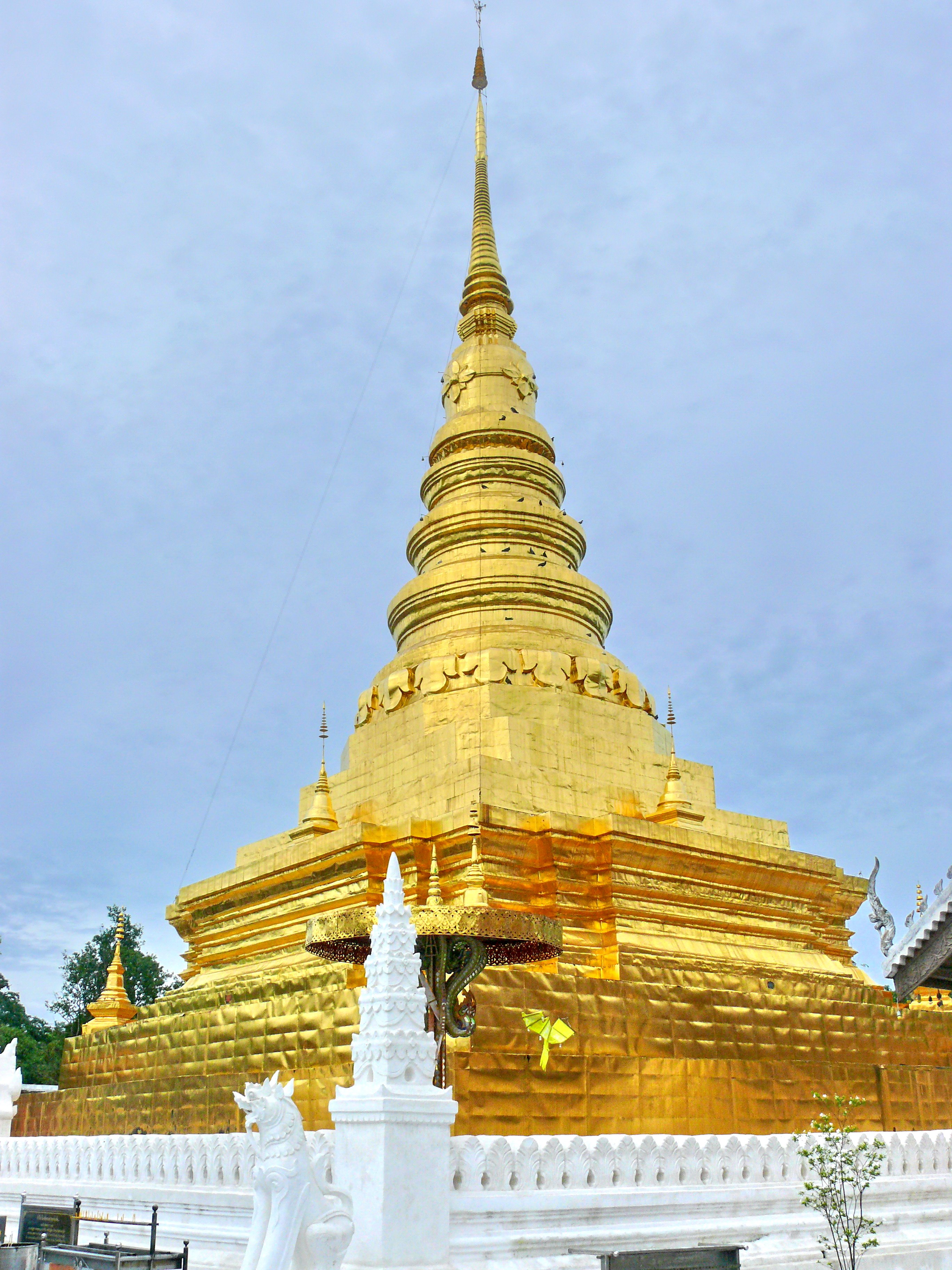
Wat Phra That Chae Haeng
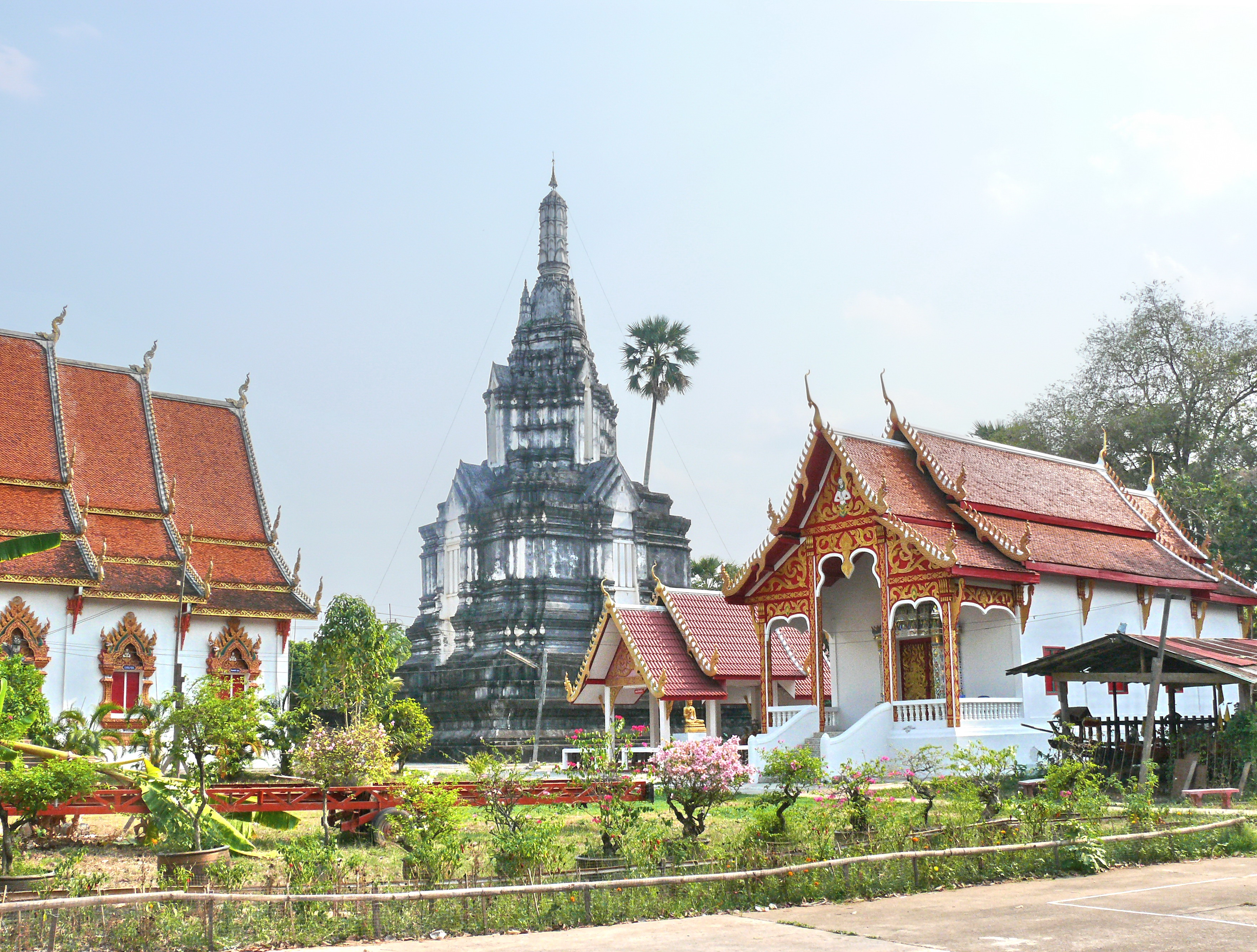
Wat Suan Tan